# 1564
1564 (MDLXIV) var ett skottår som började en lördag i den julianska kalendern.

## Händelser

### Februari
- Februari – En svensk här under Klas Kristersson (Horn) går in i Norge (Jämtland, Härjedalen och Trondheim) och härjar.
- 19 februari – Stillestånd sluts mellan de svenska och de danska styrkorna i Estland; det skall vara till 1 maj 1565.

### Maj
- 30–31 maj – Svenskarna besegras av danskarna i det första sjöslaget vid Ölands norra udde varvid den svenske befälhavaren Jakob Bagge hamnar i dansk fångenskap. Klas Eriksson Fleming blir då ny befälhavare över flottan, men avskedas snart av kung Erik XIV och efterträds som befälhavare för flottan av Klas Kristersson (Horn).

### Augusti
- 14 augusti – Svenskarna börjar belägra Lyckå i Blekinge.
- 14–15 augusti – Svenskarna besegrar danskarna i det andra sjöslaget vid Ölands norra udde.
- 15 augusti – Danskarna under Knut Hardenberg anfaller svenskarna vid blekingska Jämjö.
- 16 augusti – Det svenska flaggskeppet Elefanten går på grund i Kalmarsund. Det sjunker i september under reparationsarbetet.
- 24 augusti – Lyckå slott erövras av svenskarna.

### September
- 2 september
  - Svenskarna bygger bråtar i Nättraby.
  - Svenskarna angriper blekingska Ronneby.
- 4 september – Svenskarna intar Ronneby samt skövlar och bränner staden. Händelsen har gått till historien som Ronneby blodbad.
- 10 september – Svenskarna råkar sätta Lyckå slott i brand.
- 27 september – Lyckås och Avaskär bränns ner, varefter svenskarna utrymmer Blekinge.

### Oktober
- 11–13 oktober – Ett danskt anfall på Kalmar slås tillbaka.

### November
- 10 november – Danskarna har nu helt återtagit Jämtland, Härjedalen och Trondheim.
- 21 november – En fred mellan Sverige och Ryssland på sju år undertecknas.

### Okänt datum
- Sverige kapar ett tjugotal lübska handelsskepp lastade med salt.
- Bengt Bengtsson Gylta blir ståthållare i Stockholm.
- Svante Sture d.y. avsätts som generalguvernör över Livland och Reval, eftersom kung Erik är missnöjd med honom.
- Gondawariket erövras av stormogulen Akbar den store och drottning Rani Durgavati begår självmord.

## Födda
- 15 februari – Galileo Galilei, italiensk astronom.
- 23 april – William Shakespeare, engelsk dramatiker och pjäsförfattare (troligen född detta datum).[1]
- 27 maj – Margareta Gonzaga, italiensk kulturmecenat, hertiginna av Modena och Ferrara.
- 25 september – Magnus Brahe d.ä., svensk greve och riksråd, riksmarsk 1607–1612, riksdrots 1612–1633 och president för Svea hovrätt 1614–1633.
- 25 oktober – Hans Leo Hassler, tysk tonsättare.

## Avlidna
- 1 februari – Andreas Gerhard Hyperius, holländsktysk protestantisk teolog.
- 15 februari – Michelangelo Buonarroti, italiensk konstnär, skulptör, målare, arkitekt.[2]
- 5 mars – Isabel de Josa, spansk doktor i teologi.
- 27 maj – Jean Calvin, fransk-schweizisk reformator.
- 15 oktober – Andreas Vesalius, belgisk anatomiker, på ön Zakynthos i Grekland.
- Argula von Grumbach, tysk reformator.

### Fotnoter
1. ↑  Det hände i dag
2. ↑  Det hände i dag